# Бусенник
Бу́сенник (также коикс; лат. Cóix) — род травянистых растений семейства Злаки (Poaceae).

## Ботаническое описание
Однолетние или многолетние травянистые растения, 50—200 см высотой. Стебли заполнены сердцевиной, прямостоячие. Листья ланцетно-линейные, 1,5—5 см шириной. Влагалища до основания расщеплённые; язычки перепончатые, 1—2 мм длиной.
Хромосомы мелкие, хромосомное число x = 10.

## Виды
Род включает 3 вида:
- Coix aquatica Roxb.
- Coix gasteenii B.K.Simon
- Coix lacryma-jobi L. — Бусенник обыкновенный